# Pz-61
Panzer 61（パンツァー・アインウントゼクツィヒ）とはスイス連邦の開発した冷戦期の中戦車である。略称Pz 61。後には第二世代の主力戦車に再分類された。この戦車は車重が36.5t、630馬力のディーゼルエンジンで駆動し、路上での最高速度は50km/hとなった。Pz 61の主兵装は105mm戦車砲である。

## 開発、経歴
1950年代の初期を通じ、スイス陸軍は機甲兵力の強化を図るため、近代的な戦車の購入を試みていた。これは朝鮮戦争のために不可避なことが判った。間に合わせの解決策として、スイス陸軍はフランスからAMX-13軽戦車を購入し、また国産の中戦車開発を決意した。
最初の試作車両と量産車両はPanzer 58と呼称された。最初のPz 58試作車両は国産の90mmライフル砲を装備しており、第二試作車はイギリス製の84mm口径のオードナンス QF 20ポンド砲を積んでいた。また第三試作車は、量産車両と同じくロイヤル・オードナンス L7 105mmライフル砲を搭載した。Panzer 58はPanzer 61の先行量産型と似たものとなった。そして1961年、スイス議会は150両のPz 61の量産を認めた。この車両は1965年から1967年にかけ、Eidgenössische Konstruktionswerkstätte（直訳すればスイス連邦組立工場、現RUAGランドシステムス）のトゥーン工場にて生産された。
1967年から1994年にかけ、もっと先進的な後継車両であるPanzer 68の技術によって、Panzer 61にも改修や装備追加が施されていった。1994年、最後のPz 61大隊が新型戦車に装備更新した。幾つかの装備品の中でもPz 61オリジナルの同軸機銃のエリコン5TG／K 20mm機関砲が、Pz-61AA9から砲塔上に装備された対空用と同じMG51 7.5mm機関銃に交換されている。

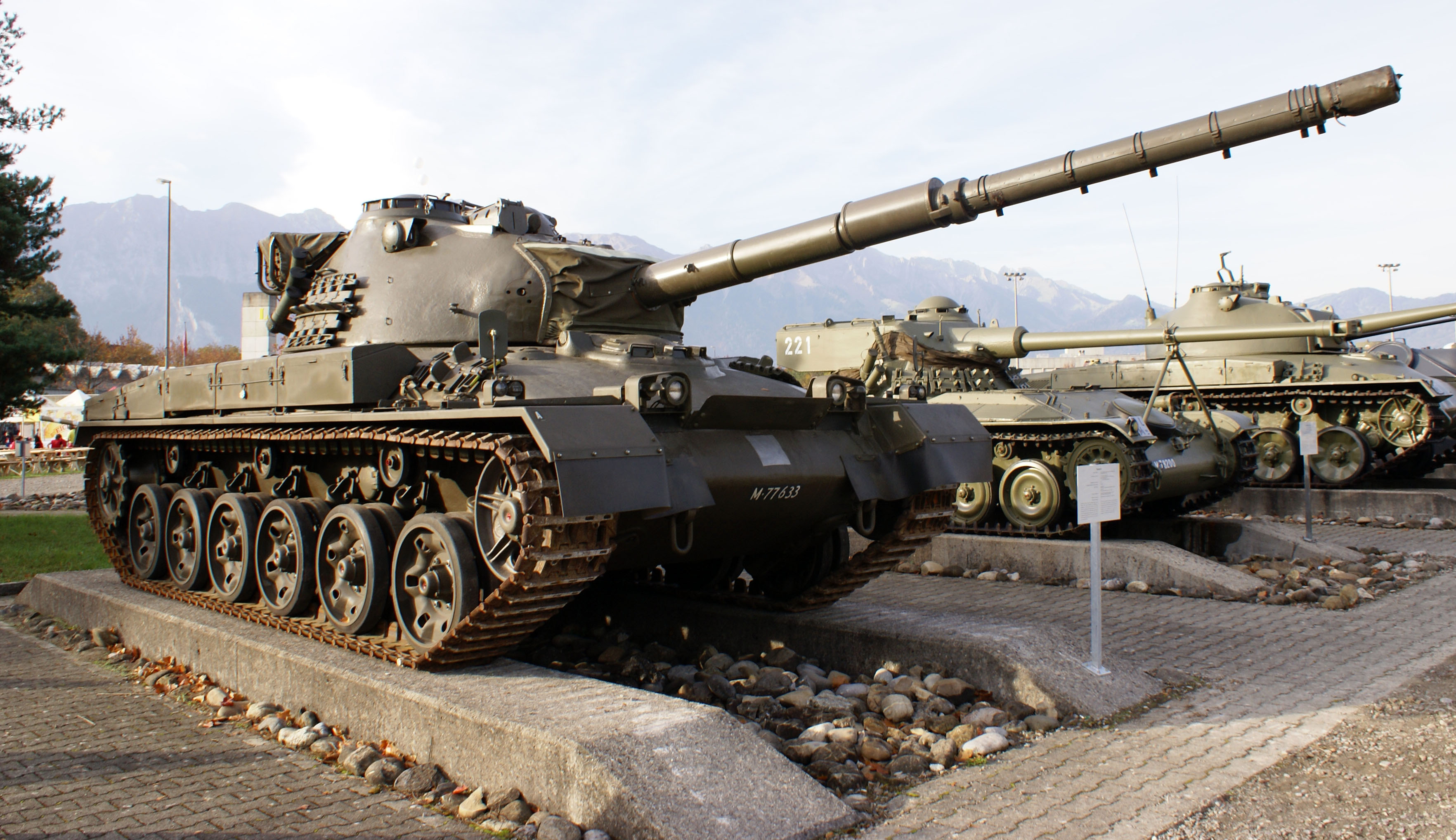
スイスのトゥーン戦車博物館に収蔵されたPz 61。
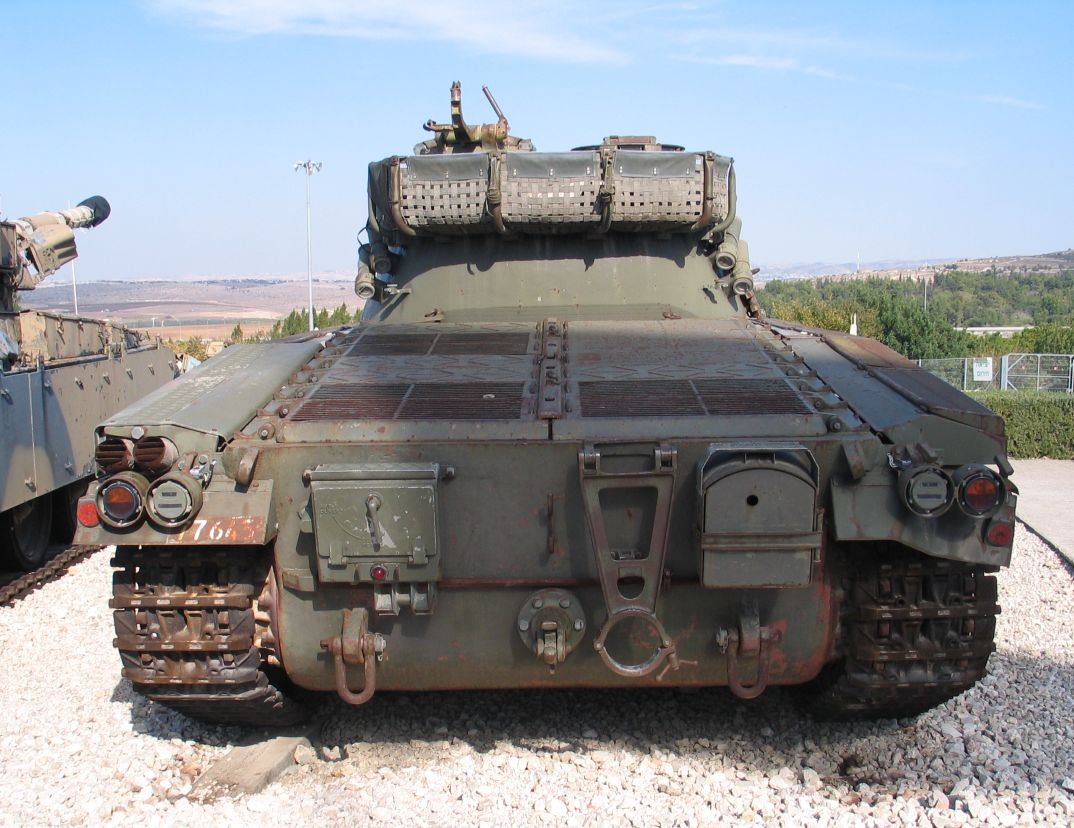
イスラエルのラトルン戦車博物館に置かれたスイス製Panzer 61 MBT。
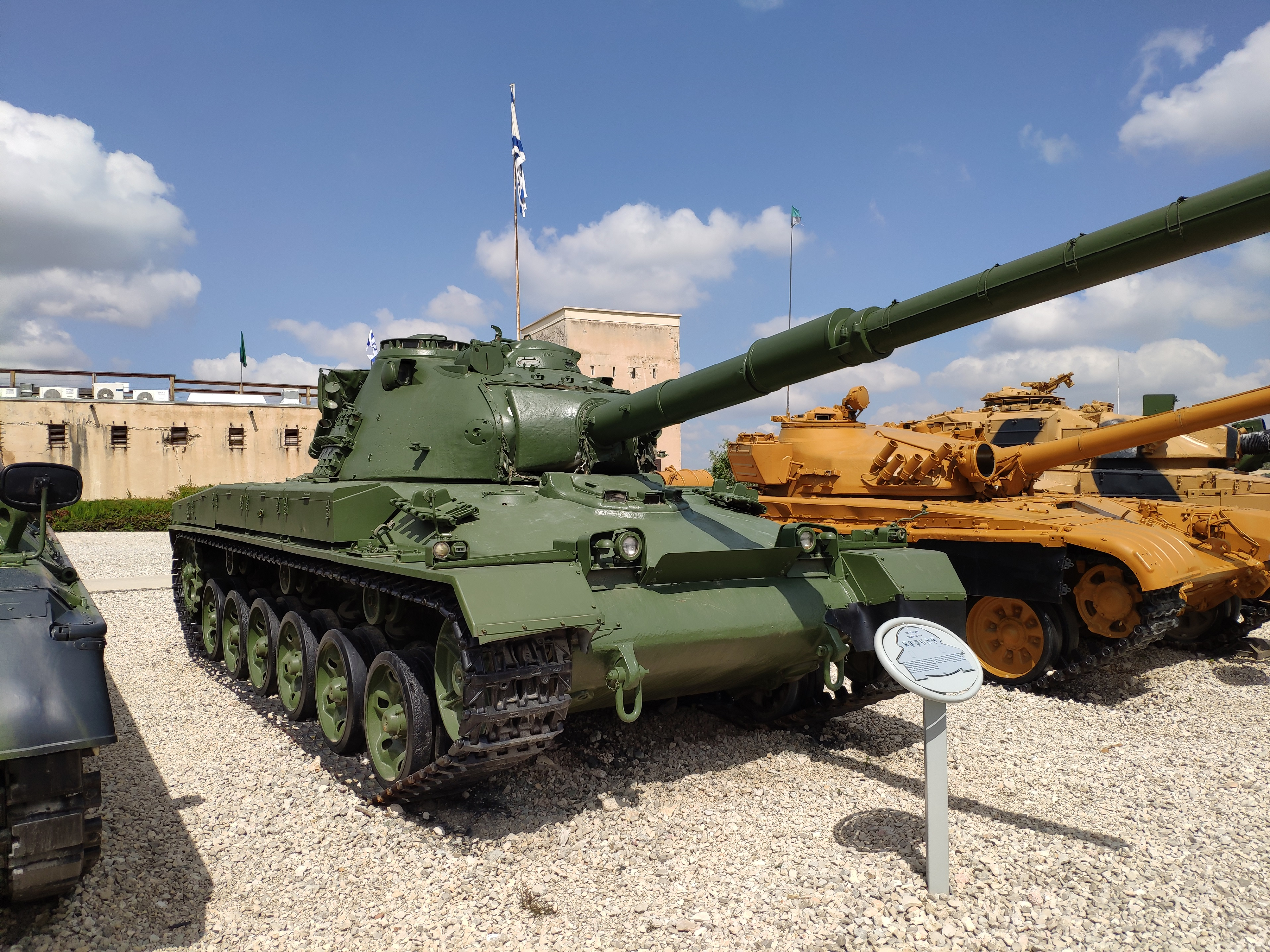
同左。

## 派生型
車体が戦車砲68や、65式戦車回収車 ARVの試作型、そして68式架橋戦車の最初の試作に転用されている。Pz 61の転輪と無限軌道が68式標的戦車にも流用されている。

## 他媒体への登場
映画『スターリングラード』の中で、Pz-61は2両がIII号戦車に扮して登場した。これらのレプリカは『エニグマ奪還』、『ディファイアンス』にも再利用されている。